# L'home invisible (novel·la)
L'home invisible és una novel·la de Herbert George Wells, que es va publicar el 1897 amb el títol The Invisible Man. Explica l'arribada a un poble rural d'Anglaterra d'un misteriós home, que vesteix amb un gruixut abric llarg i guants, amb la cara completament coberta per benes, grans ulleres i un barret d'ala ampla.
Una llarga selecció de l'obra va ser traduïda al català per Gemma Redorta i Vilà el 2006.

## Resum de la trama
La història comença al somnolent poble d'Iping, a West Sussex (Anglaterra), quan l'arribada d'un misteriós foraster buscant allotjament a l'hostal local, The Coach and Horses, desperta la curiositat i la por dels vilatans. L'estrany vesteix un gruixut abric llarg i guants, i porta la cara completament coberta per benes, grans ulleres i un barret d'ala ampla. El foraster és extremadament solitari i exigeix romandre tot sol. Utilitza la majoria del seu temps a la seva habitació treballant amb aparells de laboratori i substàncies químiques. Només de nit s'atreveix a sortir. Aviat es converteix en el tema del poble en posar nerviosos els seus habitants.
Mentrestant, se succeeixen una sèrie de misteriosos robatoris a diverses cases del poble sense que les víctimes no aconsegueixen veure el lladre. Un matí els hostalers, el senyor i la senyora Hall, passen per l'habitació de l'estrany. S'adonen que els seus vestits estan escampades per terra, però no hi ha cap rastre del foraster. No obstant això, el mobiliari cobra vida i una cadira vola per l'aire i les empeny fora de l'habitació. Més tard aquell dia, la senyora Hall s'enfronta al foraster respecte al passat i aquest revela que és invisible en traure les benes i les ulleres per mostrar que no hi ha res sota. Mentre la senyora Hall fuig horroritzada, la policia intenta atrapar l'estranger però aquest es treu tota la roba i escapa.
L'home invisible fuig als turons, on espanta un vagabund, Thomas Marvel, amb la seva invisibilitat i l'obliga a ser el seu ajudant. Junts tornen al poble i Marvel roba els aparells i llibres de l'home invisible de la posada mentre aquest pispa la roba del doctor i del rector. Després del robatori Marvel intenta trair-lo a la policia, i per això l'home invisible el persegueix i amenaçant de matar-lo.
Marvel fuig en un hostal a la ciutat costanera de Burdock. L'Home Invisible intenta forçar la porta del darrere, però és descobert per un home de barba negra, que li dispara. L'Home Invisible fuig del lloc greument ferit. Entra en una casa veïna per refugiar i embenar la ferida. La casa pertany al Doctor Kemp, un conegut de l'Home Invisible. Aquest revela al Dr. Kemp la seva veritable identitat: Griffin, un brillant estudiant de medicina amb qui Kemp va estudiar a la universitat.
Griffin explica a Kemp que després de deixar la universitat era desesperadament pobre i, decidit a aconseguir alguna troballa d'importància científica, va començar a treballar en un experiment per fer invisibles persones i objectes, emprant diners robats al seu propi pare, que se suïcidà després del robatori. Griffin va experimentar amb una fórmula que alterava l'índex refractiu dels objectes, i va aconseguir que deixessin d'absorbir i reflectir la llum i es tornin així invisibles. Va portar a terme l'experiment amb un gat per provar que funcionava amb éssers vius, però quan la seva propietària, la veïna de Griffin, va advertir que el gat havia desaparegut, es va queixar a l'amo de la casa i Griffin va acabar aplicant el procediment d'invisibilitat sobre si mateix per ocultar-se.
Després de cremar l'edifici sencer i amagar així les seves pistes, va sentir el poder de ser invisible, i després de lluitar per sobreviure a la intempèrie, va robar algunes robes d'una botiga i va prendre una habitació a The Coach and Horses per a revertir l'experiment. Però ara, explica Kemp, planeja començar un regnat de terror per sotmetre el país amb la invisibilitat.
Kemp s'adona que Griffin és clarament boig, no vol ajudar-lo i avisa a la policia. Quan aquesta arriba, Griffin ataca violentament Kemp i un policia abans d'escapar, i l'endemà deixa una nota a la porta de Kemp anunciant que ell serà la primera víctima del seu regne de terror. Kemp roman fred i escriu una nota al coronel de policia amb un pla al qual ell mateix serviria d'esquer per atrapar l'home invisible, però quan una serventa intenta lliurar la nota és atacada per Griffin, qui la roba.
Just quan la policia acompanya la donzella de tornada a casa, l'home invisible força la porta del darrere i entra a la recerca de Kemp. Aquest fuig precipitadament de la casa i corre turó avall cap a la ciutat propera, on alerta un peó que l'home invisible s'acosta. Mentre el peó és testimoni que Kemp és atacat per l'aire buit quan Griffin li arriba, un treballador llança una pala colpejant l'home invisible, que cau enderrocat per terra, on els altres peons li colpegen violentament. L'home invisible mor per aquestes ferides i el seu cos nu i maltractat es fa visible.

## Adaptacions
La novel·la ha tingut nombroses adaptacions al cinema 
- The Invisible Man, una pel·lícula de 1933 dirigida per James Whale.
- The Invisible Man Returns, una pel·lícula de 1940.
- Tomei Ningen, una pel·lícula japonesa de 1954 que adapta la novel·la.
- The New Invisible Man, una pel·lícula mexicana de 1957.
- The Invisible Man, una sèrie d'espionatge de TV del 1958.
- Mad Monster Party, de 1967
- The Invisible Man, una sèrie d'espionatge de TV del 1975.
- The Invisible Woman, un pilot per una sèrie de comèdia del 1983.
- Человек-невидимка, una pel·lícula soviètica de 1984.
- Amazon Women on the Moon, una pel·lícula de comèdia de 1987 comedy
- Memoirs of an Invisible Man, una pel·lícula de 1992 amb Chevy Chase de protagonista.
- Hollow Man, una pel·lícula de 2000 de Paul Verhoeven amb Kevin Bacon de protagonista
- Hollow Man 2, una pel·lícula de 2006 amb Christian Slater de protagonista